# Selaginella lageriana
Selaginella lageriana är en mosslummerväxtart som beskrevs av Hort. och Underw.. Selaginella lageriana ingår i släktet mosslumrar, och familjen mosslummerväxter. Inga underarter finns listade i Catalogue of Life.